# Peña Blanca, Ocosingo
Peña Blanca är en ort i Mexiko.   Den ligger i kommunen Ocosingo och delstaten Chiapas, i den sydöstra delen av landet, 900 km öster om huvudstaden Mexico City. Peña Blanca ligger 209 meter över havet och antalet invånare är 302.
Terrängen runt Peña Blanca är huvudsakligen kuperad, men österut är den platt. Runt Peña Blanca är det ganska tätbefolkat, med 67 invånare per kvadratkilometer. Närmaste större samhälle är Santo Domingo de las Palmas, 18,2 km väster om Peña Blanca. I omgivningarna runt Peña Blanca växer i huvudsak städsegrön lövskog.